# Спектр масс
Спектр масс — набор значений масс элементарных частиц.
Масса элементарной частицы определяется её «затравочной массой» и эффектами виртуального взаимодействия с физическим вакуумом, которые проявляются в виде перенормировки массы. Если последние поддаются вычислению в рамках квантовой теории поля, то «затравочные» массы являются первичными константами физических теорий. В условиях, отличных от физического вакуума (например, во внешних электромагнитных полях), значение массы частицы также может измениться (так называемая конечная перенормировка массы).
В 1966 году Марковым было высказано предположение о существовании элементарной частицы с экстремально большой массой — максимона. Более тяжелые частицы, длина волны де Бройля которых меньше их гравитационного радиуса, являются квантовыми чёрными дырами. Нахождением спектра масс квантовых чёрных дыр занимается квантовая теория гравитации.
Попытки аналитического вывода спектра масс из первых принципов пока не увенчались успехом. Объяснение спектра масс наблюдаемых частиц является одним из актуальных вопросов современной физики.